# Optische Astronomie
Die optische Astronomie ist jener Teilbereich der beobachtenden Astronomie, in dem die Teleskope und Instrumente aus klassischen optischen Bauteilen aufgebaut sind, also aus Linsen, Prismen und Spiegeln.
Die optische Astronomie umfasst heute die Ultraviolettastronomie, die visuelle Astronomie und den Großteil der Infrarotastronomie. Bis etwa 1920 musste sich die optische Astronomie auf sichtbares Licht und eng benachbartes (fotografisch wirksames) UV beschränken. Ab den 1950er-Jahren wurden hochempfindliche Sensoren auch für Infrarot und ferneres UV entwickelt.

## Atmosphärische Fenster
Die Erdatmosphäre absorbiert den größten Teil der elektromagnetischen Wellen, die uns aus dem Weltall erreichen. Der beobachtenden Astronomie an der Erdoberfläche stehen im Wesentlichen zwei atmosphärische Fenster zur Verfügung: eines, das den Bereich des sichtbaren Lichts, und ein zweites, das die längerwelligen Radiowellen umfasst. Bevor Observatorien außerhalb der Erdatmosphäre – d. h. astronomische Satelliten – zur Verfügung standen, unterschied man in der beobachtenden Astronomie nur zwischen optischer und Radioastronomie.
Seit etwa 1970 sind der Satellitenbeobachtung auch energiereichere Strahlungsbereiche und Mikrowellen zugänglich, siehe Röntgen- und Gammaastronomie.